# Prime Target
Prime Target è una miniserie televisiva anglo-statunitense ideata e scritta da Steve Thompson diretta da Brady Hood. Vede come protagonista Leo Woodall nel ruolo di un giovane matematico e ha debuttato su Apple TV+ il 22 gennaio 2025.

## Trama
Un dottorando in matematica scopre che qualcuno sta cercando di distruggere il suo lavoro di ricerca riguardante uno schema di numeri primi che gli permetterebbe di accedere a tutti i computer del mondo. Chi si è occupato dello stesso argomento ha finito col suicidarsi in modo sospetto.

## Puntate
| nº | Titolo originale | Titolo italiano        | Pubblicazione    |
| -- | ---------------- | ---------------------- | ---------------- |
| 1  | A New Pattern    | Un nuovo schema        | 22 gennaio 2025  |
| 2  | Syracuse         | Syracuse               | 22 gennaio 2025  |
| 3  | The Sequence     | La sequenza            | 29 gennaio 2025  |
| 4  | Kaplar           | Kaplar                 | 5 febbraio 2025  |
| 5  | House of Wisdom  | La casa della sapienza | 12 febbraio 2025 |
| 6  | The Last Link    | L'ultimo anello        | 19 febbraio 2025 |
| 7  | Prime Finder     | Il prime finder        | 26 febbraio 2025 |
| 8  | The Key          | La chiave              | 5 marzo 2025     |

## Produzione
Nel febbraio 2024 è stato comunicato che Apple TV+ aveva commissionato una miniserie creata da Steve Thompson con protagonisti Leo Woodall e Quintessa Swindell.
La lavorazione è iniziata a Windsor nel maggio 2023, altre riprese hanno avuto luogo anche a Londra. Nell'agosto seguente si sono trasferite a Cambridge.

## Distribuzione
La miniserie è stata distribuita sulla piattaforma di streaming Apple TV+ dal 22 gennaio al 5 marzo 2025.

### Edizione italiana
La direzione del doppiaggio è a cura di Enzo Antonelli, su dialoghi di Barbara Bregant, per conto di Dubbing Brothers Int. Italia.

## Accoglienza

### Critica
La serie ha ricevuto recensioni miste dalla critica. Rotten Tomatoes riporta il 46% delle recensioni professionali positive, con un voto medio di 5,20 su 10 basato su 41 critiche. Il consenso critico del sito web indica: «(Idea ridicola + cast gradevole) ÷ ritmo lento = una serie giramondo interessante ma mediocre.» Metacritic ha assegnato un punteggio di 55 su 100 basato su 20 recensioni, indicando "recensioni miste".